# Condado de Egara
El condado de Egara es un título nobiliario español creado el 26 de mayo de 1926 por el rey Alfonso XIII en favor del industrial Alfonso Sala Argemí, ministro de la Corona y senador del reino.
Su denominación hace referencia a Egara, antigua localidad de la época romana de Hispania, hoy llamada Tarrasa, provincia de Barcelona, de donde era nativo el primer titular.

## Condes de Egara
|                           | Titular                   | Periodo                   |
| Creación por Alfonso XIII | Creación por Alfonso XIII | Creación por Alfonso XIII |
| ------------------------- | ------------------------- | ------------------------- |
| I                         | Alfonso Sala Argemí       | 1926-1945                 |
| II                        | Antonio Sala Amat         | 1946-1970                 |
| III                       | Alfonso Sala y Par        | 1971-2014                 |
| IV                        | Antonio Sala Cantarell    | 2015-hoy                  |

## Historia de los condes de Egara
- Alfonso Sala Argemí (Tarrasa, 16 de junio de 1863-Barcelona, 11 de abril de 1945), I conde de Egara, ministro de la Corona, senador del reino, caballero de la Orden de Camboya (1906), Gran Cruz del Mérito Militar con distintivo blanco (1910), Gran Cordón de la Corona de Italia (1924), Medalla de Oro de Terrasa (1943), Gran Cruz de Isabel la Católica (1944).[3]

Casó el 5 de abril de 1888, en Terrasa, con María de las Mercedes Amat y Brugada (1864-1955), dama de la Orden de María Luisa (1924). El 23 de junio de 1950 le sucedió su hijo:
- Antonio Sala Amat (1898-1970), II conde de Egara, caballero de la Real Hermandad del Santo Cáliz de Valencia.[1]

Casó con María Par Espina. El 16 de abril de 1971, previa orden del 17 de noviembre de 1970 para que expida la correspondiente carta de sucesión (BOE del 5 de diciembre), le sucedió su hijo:
- Alfonso Sala y Par (m. Barcelona, 15 de octubre de 2014[6]), III conde de Egara.

Casó con Alicia Zupan-Dover. El 26 de enero de 2016, previa orden del 10 de noviembre de 2015 para que se expida la correspondiente carta de sucesión (BOE del día 23), le sucedió su hijo:
- Antonio Sala Cantarell, IV conde de Egara.